# Anopheles darlingi
Anopheles darlingi este o specie de țânțari din genul Anopheles, descrisă de Francis Metcalf Root în anul 1926. Conform Catalogue of Life specia Anopheles darlingi nu are subspecii cunoscute.